# Гончарова Ніна Маркіянівна
Ні́на Маркія́нівна Гончаро́ва (нар. 1899, село Верхня Писарівка, тепер Вовчанського району Харківської області — ?) — українська радянська діячка, викладач математики і директор Вовчанського педагогічного училища Харківської області, заслужений вчитель УРСР. Депутат Верховної Ради УРСР 2—4-го скликань. 

## Біографія
Народилася у багатодітній родині робітника. Виховувалася у дитячому притулку. З 1918 року працювала вчителькою початкових шкіл на Харківщині.
У 1933 році закінчила Харківський педагогічний інститут.
У 1933—1941 роках — вчитель фізики і математики середньої школи міста Вовчанська Харківської області.
Під час німецько-радянської війни перебувала в евакуації, працювала в колгоспі Саратовської області РРФСР.
З 1943 року — викладач математики Вовчанського педагогічного училища. Обиралася головою Вовчанського районного комітету професійної спілки працівників початкових і середніх шкіл.
Член ВКП(б) з 1949 року.
З середини 1950-х років працювала директором Вовчанського педагогічного училища Харківської області.

## Нагороди
- орден Знак Пошани
- медаль «За доблесну працю у Великій Вітчизняній війні 1941—1945 років»
- медалі
- заслужений вчитель Української РСР (1949)